# Otto Hamann
Otto Hamann, född 1882, död 1948, var en österrikisk lärare och filosof.
Hamann har utvecklat ett tyskt-romantiskt färgad filosofi på biologisk grundval. Bland hans verk märks Biologie deutscher Dichter und Denker (1923), Der deutsche Mensch (1924), samt Biologie der Heroen und Heiligen (1926).